# Kimiya Sato
Kimiya Sato (佐藤 公哉, Sato Kimiya, Cobe, 5 de outubro de 1989) é um automobilista japonês. Ele atualmente compete no Super GT. Sato disputou várias etapas da temporada de 2014 da GP2 Series pela equipe Campos Racing.